# Taco Seinstra
T.R. (Taco) Seinstra (1941) is een Nederlands politicus van het CDA.

## Levensloop
Hij is afgestudeerd in de rechten en heeft gewerkt bij de Raad van State en het Ministerie van Volkshuisvesting voor hij in dienst trad bij de gemeente Purmerend waar hij directeur bestuurszaken werd en waar hij ook eerste loco-secretaris was. In augustus 1978 werd Seinstra burgemeester van Nieuwkoop en ruim 10 jaar later volgde zijn benoeming tot burgemeester van Goes.
In het najaar van 1992 werd hij door minister Dales van Binnenlandse Zaken oneervol ontslagen omdat hij 3900 gulden (bijna 1800 euro) gedeclareerd had voor reizen die niet met zijn werk te maken hadden. Daarmee was Seinstra sinds de Tweede Wereldoorlog de eerste burgemeester in Nederland die oneervol ontslagen werd. Hoewel hij erkende dat hij met de declaraties slordig en onzorgvuldig was en toe heeft gezegd het geld terug te betalen, bleef hij het oneens met dit oneervol ontslag en liet dan ook in 1993 de zaak voorkomen bij de rechtbank in Dordrecht, die hem echter in het ongelijk stelde. Seinstra ging hierop naar de Centrale Raad van Beroep die dezelfde conclusie trok als de rechtbank, waarmee het oneervolle ontslag dus opnieuw werd bevestigd.